# Brits-Guiana op de Olympische Zomerspelen 1948
Brits-Guiana, het tegenwoordige Guyana, debuteerde op de Olympische Spelen tijdens de Olympische Zomerspelen 1948 in Londen, Engeland. Het zou nog tot 1980 duren vooraleer de eerste medaille zou worden gewonnen.

## Deelnemers en resultaten

### Atletiek
| Olympiër       | Discipline      | Resultaat | Prestatie                           |
| -------------- | --------------- | --------- | ----------------------------------- |
| Winston George | 100m (m)        | series    | serie 11: 5de                       |
| Winston George | verspringen (m) | 19e       | kwalificatie groep B: 9de met 6,58m |

### Gewichtheffen
| Olympiër         | Discipline | Resultaat | Prestatie                                                                              |
| ---------------- | ---------- | --------- | -------------------------------------------------------------------------------------- |
| Alphonso Correia | -56kg (m)  | 18e       | duwen: 20ste met 75kg trekken: 16de met 85kg stoten: 13de met 115kg totaal: 275kg      |
| Orlando Chaves   | -75kg (m)  | 21e       | duwen: 23ste met 82,5kg trekken: 14de met 100kg stoten: 16de met 125kg totaal: 307,5kg |

### Wielersport
| Olympiër     | Discipline       | Resultaat | Prestatie                                                 |
| Baan         | Baan             | Baan      | Baan                                                      |
| ------------ | ---------------- | --------- | --------------------------------------------------------- |
| Laddie Lewis | sprint (m)       | 17e       | serie 8: V van FRA Bellenger 1ste ronde herkansingen: 3de |
| Laddie Lewis | tijdrit (m)      | 21e       | 1.25,0                                                    |
| Weg          |                  |           |                                                           |
| Laddie Lewis | wegwedstrijd (m) | DNF       | niet gefinisht                                            |

Afghanistan · Argentinië · Australië · België · Bermuda · Birma · Brazilië · Brits-Guiana · Canada · Ceylon · Chili · Colombia · Cuba · Denemarken · Egypte · Filipijnen · Finland · Frankrijk · Griekenland · Groot-Brittannië · Hongarije · Ierland · IJsland · India · Irak · Iran · Italië · Jamaica · Joegoslavië · Libanon · Liechtenstein · Luxemburg · Malta · Mexico · Monaco · Nederland · Nieuw-Zeeland · Noorwegen · Oostenrijk · Pakistan · Panama · Peru · Polen · Portugal · Puerto Rico · Republiek China · Singapore · Spanje · Syrië · Trinidad en Tobago · Tsjecho-Slowakije · Turkije · Uruguay · Venezuela · Verenigde Staten · Zuid-Afrika · Zuid-Korea · Zweden · Zwitserland